# والنتینی داسکالودی
والنتینی داسکالودی (یونانی: Βαλεντίνη Δασκαλούδη؛ زاده ۱۹۷۹ (۴۵–۴۶ سال)) یک مانکن است.